# Nationalliga A (Unihockey) 2019/20
Die Schweizer Unihockeymeisterschaft 2019/20 ist die 38. Spielzeit um die Unihockey-Meisterschaft.
Die reguläre Saison umfasste 22 Qualifikationsrunden. Danach geht es mit den Playoffs  bzw. den Playouts weiter. Auf Grund der COVID-19-Pandemie wurde die Saison in den Viertelfinals der Playoffs abgebrochen.

## Meisterschaftsabbruch
Aufgrund der Coronavirus-Epidemie beschloss der Bund am 28. Februar 2020, Veranstaltungen mit über 1000 Teilnehmern bis zum 15. März 2020 zu verbieten. Zudem gab es weder Meister, noch Auf- und Absteiger.

## Teilnehmer
| Team                     | Trainer          | Kapitän             |
| ------------------------ | ---------------- | ------------------- |
| Chur Unihockey           | Iivo Pantzar     | Daniel Šešulka      |
| Zug United               | Niklas Hedstal   | Luca Graf           |
| Ad Astra Sarnen          | Eetu Vehanen     | Roman Schöni        |
| UHC Thun                 |                  | Michael Fankhauser  |
| Floorball Köniz          | Jyri Korsman     | Jonas Ledergerber   |
| Tigers Langnau           | Matthias Gafner  | Stefan Siegenthaler |
| UHC Alligator Malans     |                  | Florian Tromm       |
| UHC Uster                |                  | Raphael Berweger    |
| UHC Waldkirch-St. Gallen | Fabian Arvidsson | Roman Mittelholzer  |
| SV Wiler-Ersigen         | Thomas Berger    | Tatu Väänänen       |
| HC Rychenberg Winterthur | Philipp Krebs    | Nils Conrad         |
| Grasshopper Club Zürich  | Luan Misini      | Joël Rüegger        |

## Qualifikation

### Tabelle
| Rg. | Team                     | Sp | S  | SnV | NnV | N  | T       | TD   | P  |
| --- | ------------------------ | -- | -- | --- | --- | -- | ------- | ---- | -- |
| 1.  | SV Wiler-Ersigen         | 22 | 17 | 3   | 1   | 1  | 172:67  | +105 | 58 |
| 2.  | Grasshopper Club Zürich  | 22 | 17 | 2   | 1   | 2  | 162:97  | +65  | 56 |
| 3.  | Floorball Köniz          | 22 | 14 | 1   | 2   | 5  | 158:110 | +48  | 46 |
| 4.  | UHC Alligator Malans     | 22 | 13 | 1   | 2   | 6  | 146:110 | +36  | 43 |
| 5.  | Zug United               | 22 | 13 | 2   | 0   | 7  | 138:119 | +19  | 43 |
| 6.  | Waldkirch-St. Gallen     | 22 | 10 | 1   | 1   | 10 | 144:134 | +10  | 33 |
| 7.  | HC Rychenberg Winterthur | 22 | 8  | 2   | 5   | 7  | 118:108 | +10  | 33 |
| 8.  | Chur Unihockey           | 22 | 7  | 2   | 2   | 11 | 102:141 | −39  | 27 |
| 9.  | UHC Uster                | 22 | 4  | 5   | 1   | 12 | 98:124  | −26  | 23 |
| 10. | Tigers Langnau           | 22 | 6  | 0   | 3   | 13 | 117:135 | −18  | 21 |
| 11. | UHC Thun                 | 22 | 2  | 0   | 1   | 19 | 89:184  | −95  | 7  |
| 12. | Ad Astra Sarnen          | 22 | 1  | 1   | 1   | 19 | 68:183  | −115 | 6  |

## Playoffs
Das Playoff-Viertel- sowie Halbfinal wurden im Modus Best-of-Seven ausgetragen.

### Viertelfinal
Die Viertelfinalserien finden vom 4. bis zum 19. März 2017 statt. Das besser platzierte Team aus der regulären Saison hat Heimrecht in den Parten 1, 3, 5 und 7.
|                         |   |                          | Serie | 1    | 2   | 3    | 4        | 5        | 6        | 7        |
| ----------------------- | - | ------------------------ | ----- | ---- | --- | ---- | -------- | -------- | -------- | -------- |
| Floorball Köniz         | – | Zug United               | 4:0   | 10ː5 | 9ː5 | 6ː4  | abgesagt | abgesagt | abgesagt | abgesagt |
| Grasshopper Club Zürich | – | UHC Waldkirch-St. Gallen | 4:0   | 2ː1  | 6ː3 | 9ː2  | abgesagt | abgesagt | abgesagt | abgesagt |
| Floorball Köniz         | – | Zug United               | 4:1   | 10ː5 | 5ː6 | 12ː6 | abgesagt | abgesagt | abgesagt | abgesagt |
| SV Wiler-Ersigen        | – | UHC Uster                | 4:1   | 9ː4  | 5ː3 | 6ː4  | abgesagt | abgesagt | abgesagt | abgesagt |

## Playouts
Die Playouts bestehen aus zwei Partien, nämlich der Neunt- gegen den Zwölftplatzierten sowie der Zehnt- gegen den Elftplatzierten. Es wird im Modus Best-of-Seven gespielt, wobei die Verlierer der Partien an den Auf-/Abstiegsspielen teilnehmen müssen.
|                |   |                 | Serie | 1   | 2   | 3         | 4   | 5   | 6 | 7 |
| -------------- | - | --------------- | ----- | --- | --- | --------- | --- | --- | - | - |
| Tigers Langnau | – | UHC Thun        | 4ː1   | 7ː1 | 9ː3 | 10ː3      | 5ː6 | 9ː4 | – | – |
| UHC Uster      | – | Ad Astra Sarnen | 4ː2   | 3ː2 | 6ː3 | 7ː6 n. V. | 7ː1 | –   | – | – |

## Cheftrainer
Die Tabelle listet alle Cheftrainer auf, die zu Beginn der Saison ihre jeweilige Mannschaft verantworteten. Der mit einem N markierte Trainer übernahm seine Mannschaft neu zum Saisonbeginn. Interimstrainer sind unter den Trainerwechseln berücksichtigt, sofern sie ein Spiel absolvierten.
| Verein                   | Cheftrainer        |
| ------------------------ | ------------------ |
| Chur Unihockey           | Iivo PantzarN      |
| Zug United               | Niklas HedstalN    |
| Ad Astra Sarnen          | Eetu Vehanen       |
| UHC Thun                 | Hans-Roland MeyerN |
| Floorball Köniz          | Jyri Korsman       |
| Tigers Langnau           | Matthias GafnerN   |
| UHC Alligator Malans     | Oscar Lundin       |
| UHC Uster                | Mika Heinonen      |
| UHC Waldkirch-St. Gallen | Fabian Arvidsson   |
| SV Wiler-Ersigen         | Thomas Berger      |
| HC Rychenberg Winterthur | Philipp KrebsN     |
| Grasshopper Club Zürich  | Luan Misini        |